# Natriumperchlorat
Natriumperchlorat ist das Natriumsalz der Perchlorsäure.

## Gewinnung und Darstellung
Die industrielle Herstellung erfolgt in sogenannten Perchloratzellen. Dabei wird in Wasser gelöstes Natriumchlorat elektrolytisch zu Natriumperchlorat oxidiert. Es kann auch Natriumchlorid als Ausgangssubstanz eingesetzt werden, wobei die Zelle erst als Chloratzelle und später (bei ausreichender Konzentration von Natriumchlorat) als Perchloratzelle betrieben wird.

## Eigenschaften
Natriumperchlorat bildet hygroskopische farblose Kristalle. Das Kristallsystem ist orthorhombisch, Raumgruppe Cmcm (Raumgruppen-Nr. 63), mit den Gitterparametern a = 7,085, b = 6,526 und c = 7,048 Å bei 299 K. Es ist auch eine Hochtemperaturform bekannt, in der die Perchlorationen fehlgeordnet sind (NaCl-Struktur, Gitterparameter a = 7,08 Å (588 K)).
Natriumperchlorat ist in Wasser sehr gut und polaren organischen Lösungsmitteln gut löslich.
| Löslichkeit in verschiedenen Lösungsmitteln bei 25 °C in g/100 g Lösungsmittel |        |          |         |            |        |             |
| Lösungsmittel                                                                  | Wasser | Methanol | Ethanol | n-Propanol | Aceton | Ethylacetat |
| Löslichkeit                                                                    | 209,6  | 51,36    | 14,71   | 4,888      | 51,745 | 9,649       |

Die thermische Zersetzung oberhalb von 450 °C führt mit Natriumchlorat als Zwischenstufe zu Natriumchlorid und Sauerstoff als Zersetzungsprodukte.
{\displaystyle {\ce {2 NaClO4 -> 2 NaClO3 + O2}}}
{\displaystyle {\ce {2 NaClO3 -> 2 NaCl + 3 O2}}}

## Verwendung
Der Hauptverwendungszweck von allen Perchloratsalzen ist ihre Nutzung als Sauerstofflieferant in Festtreibstoffen. Anstelle von Natriumperchlorat wird jedoch meist Ammoniumperchlorat verwendet, das industriell in einer Ionenaustauschreaktion durch Umsetzung des Natriumsalzes mit einem Ammoniumsalz hergestellt wird:
{\displaystyle \mathrm {NaClO_{4}+NH_{4}Cl\longrightarrow NH_{4}ClO_{4}+NaCl} }
Durch die verschiedenen Löslichkeiten der Salze lassen sich diese leicht trennen. Das entstandene Natriumchlorid lässt sich wiederum als Ausgangsprodukt für die Perchloratzelle verwenden.

## Anwendung in der Medizin
Perchlorat ist ein einwertiges Anion mit einem ähnlichen Ionenvolumen wie Iodid und Pertechnetat (etwa 4×10−23 cm3); es konkurriert mit Iodid am Natrium-Iodid-Symporter. Natriumperchlorat hemmt daher kompetitiv die Aufnahme von Iod und auch die von Technetium in die Schilddrüse. Es wurde daher früher zur Behandlung der Hyperthyreose eingesetzt. Die heutige Anwendung von Natriumperchlorat (Handelsname Irenat Tropfen)  ist die Blockade der Schilddrüse bei Verabreichung iodhaltiger Kontrastmittel oder schilddrüsengängiger Radiopharmaka (123I, 131I, 99mTc), um die Strahlenbelastung der Schilddrüse gering zu halten, es sei denn, es soll die Schilddrüse selbst dargestellt werden.
Im Rahmen des Perchlorat-Depletions-Tests wird Natriumperchlorat auch zur Diagnostik von Iodverwertungsstörungen verwendet.

## Sicherheitshinweise / Risikobewertung
Natriumperchlorat ist brandfördernd. Bei Verunreinung oder im Gemisch mit anderen Substanzen ist akute Brand- oder Explosionsgefahr gegeben. Bei der Zersetzung bilden sich giftige, aggressive Dämpfe.
Natriumperchlorat wurde 2015 von der EU gemäß der Verordnung (EG) Nr. 1907/2006 (REACH) im Rahmen der Stoffbewertung in den fortlaufenden Aktionsplan der Gemeinschaft (CoRAP) aufgenommen. Hierbei werden die Auswirkungen des Stoffs auf die menschliche Gesundheit bzw. die Umwelt neu bewertet und ggf. Folgemaßnahmen eingeleitet. Ursächlich für die Aufnahme von Natriumperchlorat waren die Besorgnisse bezüglich Exposition von Arbeitnehmern, anderer gefahrenbezogener Bedenken und weit verbreiteter Verwendung sowie der möglichen Gefahr durch krebsauslösende Eigenschaften sowie als potentieller endokriner Disruptor. Die Neubewertung fand ab 2015 statt und wurde von Deutschland durchgeführt. Anschließend wurde ein Abschlussbericht veröffentlicht. Dabei wurde Natriumperchlorat als endokriner Disruptor und als potentielle SVHC-Verbindung eingestuft.